# Diocèse de Cheyenne

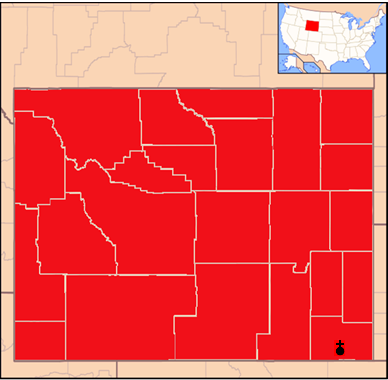
Localisation du diocèse.

Le diocèse de Cheyenne (en latin : Dioecesis Cheyennensis) est un territoire ecclésiastique de l'Église catholique de l'État américain du Wyoming basé dans la ville de Cheyenne. C'est un diocèse suffragant de l'archidiocèse de Denver.
La cathédrale du diocèse est celle de Sainte-Marie (en), située à Cheyenne. Le diocèse couvre tout le Wyoming, ainsi que les parties du parc national de Yellowstone dans le Montana et l'Idaho. 
Le territoire s'étend sur 262 333 km², et il est divisé en 36 paroisses.

## Histoire
Le diocèse de Cheyenne est érigé le 2 août 1887, par la bulle Quae catholico nomini du pape Léon XIII, et par détachement de celui d'Omaha.
Initialement suffragant de l'archidiocèse de Saint Louis, le 15 juin 1893 il a rejoint la province ecclésiastique de Dubuque, et le 15 novembre 1941 celle de Denver. 

## Les évêques
- 9 août 1887- 19 juin 1893 : Maurice Burke (Maurice Francis Burke)
- 19 juin 1893- 30 novembre 1896 : siège vacant
- 30 novembre 1896-† 15 décembre 1901 : Thomas Lenihan (Thomas Mathias Lenihan)
- 10 juin 1902- 11 août 1911 : James Keane (James John Keane)
- 19 janvier 1912-† 8 novembre 1951 : Patrick McGovern (Patrick Aloysius Alphonsus McGovern)
- 8 novembre 1951- 3 janvier 1978: Hubert Newell (Hubert Michaël Newell)
- 25 avril 1978- 26 septembre 2001 : Joseph Hart (Joseph Hubert Hart)
- 26 septembre 2001- 9 juillet 2008 : David Ricken (David Laurin Ricken)
- 9 juillet 2008- 19 octobre 2009 : siège vacant
- 19 octobre 2009 - 4 octobre 2016: Paul Étienne (Paul Dennis Étienne), transféré à Anchorage
- depuis le 16 mars 2017 : Steven Biegler (en) (Steven Robert Biegler)

### Articles liés
- Église catholique aux États-Unis
- Liste des juridictions catholiques aux États-Unis